# Heinrich Dohrn (1769–1852)
Heinrich Dohrn (ur. 6 grudnia 1769 w Poznaniu, zm. 1852 w Szczecinie) – niemiecki kupiec.
Od 1790 w Szczecinie. W 1799 został współudziałowcem firmy „Jahn und Dohrn”, zajmującej się handlem towarami kolonialnymi (cytrusami, cukrem, przyprawami). Potem z kilkoma kupcami założył spółkę akcyjną „Pommersche-Provinzial-Zuckersiederei”, której był dyrektorem i największym akcjonariuszem.
Jego synem był Carl August Dohrn.